# Terremoto de El Calvario de 2008
El Terremoto de El Calvario de 2008 fue un sismo que sacudió el centro de Colombia el sábado 24 de mayo de 2008 a las 14:20 UTC-5, que alcanzó una magnitud de 5,7 grados en la escala de Richter y 5,9 en la escala de magnitud de momento, dejando un saldo de 33 muertos y más de cincuenta heridos, en especial por derrumbes en la Autopista Bogotá-Villavicencio. Tuvo como epicentro el Municipio de El Calvario (Meta), ubicado cerca de 55 km de Bogotá y 21 km de Villavicencio. Fue percibido en gran parte del centro de Colombia, en ciudades tan distantes como Medellín o Bucaramanga.

## Antecedentes
Poco antes, a las 12.08 hora local (17.08 UTC), se había registrado un sismo de 4,0 grados en la escala de Richter, cuyo epicentro fue localizado cerca de la localidad de San Juanito, en el central departamento del Meta, a una profundidad menor a 30 kilómetros (EFE)

## El terremoto
El epicentro fue El Calvario (Meta). El saldo fue de 33 muertos, 11 de los cuales fallecieron al ser embestidos por un aluvión de piedras por la autopista en la carretera que va en sentido Bogotá a Villavicencio, motivado por un temblor ocurrido en El Calvario, el sismo fue de 5.9 grados de magnitud y sacudió por la tarde esa localidad, ubicada unos 50 kilómetros al sudeste de Bogotá.
El ministro del Interior, Carlos Holguín, dijo además que hubo muchas personas heridas y fuentes de la Oficina de Atención y Prevención de Desastres, señalaron que los daños se registraron en zonas pobladas vecinas al epicentro del fenómeno. El terremoto, duró unos 40 segundos, provocó pánico entre los capitalinos que salieron a las calles en medio de sollozos. Varios edificios de la misma Bogotá tuvieron que ser desalojados al sentirse el temblor. Se informó que una persona, debido al pánico, se lanzó desde un segundo piso en el centro de la ciudad. También se registraron cortes de energía.
Se reportó el desmoronamiento parcial del edificio de la Lotería de Bogotá, sin consecuencias importantes. La red de emergencias del Distrito fue puesta en estado de máxima alerta. La Secretaría de Salud reportó que tres personas fueron internadas con heridas por cuenta del temblor. Se registra una gran congestión en las líneas telefónicas fijas y celulares debido a la cantidad de personas que efectúan llamadas para averiguar por sus seres queridos. (El Tiempo)
El movimiento se produjo a las 14.20 hora local y durante la hora siguiente se registraron 15 réplicas, informó el Instituto Colombiano de Geología y Minería. Según el ministro del Interior Carlos Holguín Sardi el epicentro en la localidad de El Calvario fue a una profundidad de 35kilómetros. La parte más afectada fue la autopista Bogotá - Villavicencio, ciudad a unos 75 kilómetros al sur de esta capital. En esa carretera se presentaron cuatro derrumbes, donde ocurrieron parte de las víctimas fatales, dijo Holguín en declaraciones a la radio.
Aseguró que en un rápido rastreo de los organismos de socorro se informó de daños graves en la estructura de la iglesia de Quetame, a unos 35 kilómetros al sureste de Bogotá, así como algunas viviendas afectadas. En tanto, el alcalde de El Calvario informó a Caracol Radio que los habitantes de su localidad estaban "muy nerviosos y no querían entrar a sus casas porque las réplicas habían continuado". Y explicó que en el área rural varias casas sufrieron averías. El sismo se sintió fuerte en ciudades tan distantes como Medellín y Bucaramanga, donde no se reportaron daños, víctimas o heridos.

## Réplicas
Según la red básica RSNC se han registrado 597 réplicas con magnitudes mayores a 1,5 hasta el día 8 de junio, siendo el 24 de mayo el día de mayor ocurrencia con 137 eventos.
La mayor réplica registrada a causa del sismo tuvo una magnitud de 4,5 (MS) y fue registrada solo tres minutos después del sismo principal.

## Daños
La mayor zona de daños se ubicó en Quetame donde varias casas y muros colapsaron por la enorme fuerza del sismo, por lo menos el 70% de las casas de Quetame quedaron averiadas y la iglesia que había sufrido varios daños tuvo que ser demolida. Otro sitio afectado fue el municipio de El Calvario donde algunas casas sufrieron daños (Aproximadamente el 40% de las casas). En Bogotá se registraron daños en el centro como el edificio de la lotería de Bogotá que sufrió un desmoronamiento en el muro sin consecuencias importantes, también de la apertura de una grieta el centro comercial Lagocentro también sin consecuencias importantes, en el centro una parte de un muro de un local cayo sobre un taxi y afortunadamente nadie salió herido.
Por lo menos 11 personas murieron el la vía que comunica a Bogotá con Villavicencio a causa de los derrumbes de tierra.

## Localización
- 4.454 grados latitud Norte.
- 73.635 longitud Oeste
- Profundidad 35 km

## Distancias
- 21 km (13 millas) NNW (338°) de Villavicencio, Colombia
- 55 km (34 millas) SE (129°) de Bogotá, Colombia
- 181 km (113 millas) E (93°) de Ibagué, Colombia